# Armagetron
Armagetron is een videospel voor Linux en Windows. Het spel werd uitgebracht in maart 2000.

## Ontvangst
| Beoordeeld door      | Platform | Jaar | Score |
| -------------------- | -------- | ---- | ----- |
| GameStar (Duitsland) | Windows  | 2003 | 78%   |

1. ↑  http://www.armagetronad.org/; geraadpleegd op: 29 januari 2018.